# Telioclipeum lavrense
Telioclipeum lavrense är en svampart som beskrevs av Viégas 1962. Telioclipeum lavrense ingår i släktet Telioclipeum, divisionen sporsäcksvampar och riket svampar.   Inga underarter finns listade i Catalogue of Life.